# Journal of Electromagnetic Waves and Applications
Journal of Electromagnetic Waves and Applications is een internationaal, aan collegiale toetsing onderworpen wetenschappelijk tijdschrift op het gebied van de natuurkunde.
Het wordt uitgegeven door Koninklijke Brill NV.